# ستريتلي (باركشير)
ستريتلي (بالإنجليزية: Streatley, Berkshire)‏ هي قرية و أبرشية مدنية تقع في المملكة المتحدة في إنجلترا. يقدر عدد سكانها بـ 1,060 نسمة ومساحتها 13.14 كم2 .